# Les Branchés à Saint-Tropez
Pour les articles homonymes, voir Tropez.
Série Trilogie tropézienne
Deux Enfoirés à Saint-Tropez
(1986)
Pour plus de détails, voir Fiche technique et Distribution.
Les Branchés à Saint-Tropez est un film français de Max Pécas, sorti en 1983.

## Synopsis
Deux jeunes couples d'amis, Charlotte et Antoine, Laura et Christian, partent en vacances à Saint-Tropez. Sur la route, ils s'arrêtent à une station-service. Laura y reconnaît un camarade d'enfance, Arnaud. Celui-ci est en train de draguer deux filles, avec son compère Gérard. Arnaud invite Laura à loger dans la villa de son père, dont il a les clés. Mais le père, Jerry, avec ses deux acolytes, est un faux-monnayeur, recherché par la police. Une course poursuite s'engage entre les escrocs et les forces de l'ordre.

## Fiche technique
- Titre : Les Branchés à Saint-Tropez
- Réalisation : Max Pécas
- Scénario : Max Pécas
- Photographie : Jean-Claude Couty
- Musique : Léo Carrier, Jean-Paul Daine
- Montage : Michel Pécas
- Production : Gérard Croce
- Genre : comédie érotique
- Format : couleurs
- Durée : 85 minutes
- Date de sortie : 28 septembre 1983 (France)
- Affiche : Léo Kouper (France)

## Distribution
- Olivia Dutron : Laura
- Xavier Lepetit : Christian
- Yves Thuillier : Antoine
- Aleksandra Sikorska : Charlotte
- Michel Vocoret : Jerry
- Tiki Holgado : Ticky
- Philippe Klébert : Arnaud
- Gérard Croce : l'inspecteur
- Luc Esnault : Gérard
- Joël Prévost : Marco
- Margo Verdoorn : Inge
- Nathalie Sintes : Karine
- Mahalia Dalmasso : Léonor
- Pierre Mirat
- Jean-Marie Blanche
- Marcel Gassouk : le policier, voisin d'Antoine
- Andrée Damant
- Patrick Dutertre
- Dominique Guirous : la fille à la station-service
- Claude Juan
- Sophie Mathieu
- Francisca Sippernay
- Daniel Mitrecey
- Max Pécas : le commissaire (non crédité)

## Commentaires
C'est le premier film de la « trilogie tropézienne » de Max Pécas, incluant également Deux enfoirés à Saint-Tropez en 1986 et On se calme et on boit frais à Saint-Tropez en 1987.